# Junta governativa mato-grossense de 1892
A Junta governativa mato-grossense de 1892 foi um triunvirato formado por:
- Frederico Cassimiro Rodrigues da Silva
- Antônio José Duarte
- Francisco Mariani Wanderley.

A junta governativa assumiu o governo do estado em 10 de abril de 1892, permanecendo no cargo até 19 de abril de 1892.